# Elder Street
Elder Street är en by i Essex i England. Byn ligger 30,8 km från Chelmsford. Orten har 943 invånare (2015).